# Maciej Buczkowski
Maciej Buczkowski (ur. 24 lipca 1963) – polski koszykarz występujący na pozycji silnego skrzydłowego, mistrz Polski.

## Osiągnięcia
Klubowe
- Mistrz Polski (1988)[1]
- Zdobywca pucharu Polski (1985)
- Uczestnik rozgrywek Pucharu Koracia (1988/1989, 1991/1992 – I runda)
- Awans do najwyższej klasy rozgrywkowej (1982, 1986)